# 백모증
백모증(白毛症, poliosis)은 머리카락, 눈썹, 속눈썹에서 멜라닌(또는 색소)이 감소하거나 사라지는 것이다. 백모증은 "Mallen Streak"(멀린 스트릭)으로 이어질 수 있으며, 이는 유전성일 수 있다.
캐서린 쿡선(Catherine Cookson)은 멀린 스트릭 증상이 있는 가족에 대한 《The Mallen Streak》이라는 소설과 TV 시리즈를 썼다. 스포츠 중계자 디키 데이비스(Dickie Davies)와 육상선수 샘 브라운(Sam Brown)은 멀린 스트릭으로 유명하다. 바이덴부르그 증후근을 가진 사람은 주로 백모증을 가지고 있으며, 결절성 경화증 환자의 60%도 백모증을 가지고 있다.